# Davide Arcangeli
Davide Arcangeli (Rimini, 12 settembre 1970 – Colonia, 16 dicembre 2000) è stato un designer automobilistico italiano.

## Biografia
Dopo avere frequentato il Liceo Artistico di Rimini si trasferisce a Torino, dove hanno sede i più grandi carrozzieri. La Pininfarina gli offre uno stage di sei mesi in azienda e dopo un mese gli propongono di entrare a pieno titolo nell'équipe dei designer. 
Dopo alcuni anni presso il carrozziere torinese Davide passa alla BMW.
A dirigere il Centro Stile, trova una persona che sarà fondamentale nella sua crescita: Chris Bangle. I due si intendono immediatamente e al giovane riminese viene assegnato il disegno della nuova Serie 5 E60.

### Morte
Nel dicembre dello stesso anno viene colto da un improvviso malore in seguito al quale gli viene diagnosticata la leucemia. A pochi giorni dal Natale, mentre ci si appresta a procedere con la chemioterapia, viene colpito da un aneurisma cerebrale che non gli lascia scampo. Non riuscirà a vedere la sua ultima creatura che comincerà a correre sulle strade solo due anni più tardi.

### Riconoscimenti
Riceve nel 1997, a 27 anni, il premio "Car Award Design".
(Peugeot 406 coupé) Nel 2015 il designer Paolo Spada, ad una domanda su chi fosse il migliore designer del XX Secolo, ha risposto: “Davide Arcangeli, per la sua straordinaria ispirazione e per il senso della forma”.
Nel 2018, 18 anni dopo la sua morte, la biennale di Rimini gli dedica 2 mostre.

## Alcuni modelli da lui disegnati
La sua carriera è stata esclusivamente incentrata sul design di esterni di veicoli a motore; in otto anni ha firmato innumerevoli bozzetti, due prototipi di stile e due modelli di produzione.
Auto
 Honda “Argento Vivo” Pininfarina (1994) 
Un esemplare unico destinato al Salone dell'automobile di Tokyo del 1995. Le superfici morbide e fluenti dei cofani anteriore e posteriore, realizzate in alluminio spazzolato, suggeriscono l'idea di forme di metallo liquido. Di qui deriva il nome di “argento vivo”, come anticamente veniva chiamato il mercurio.  L'auto cattura l'attenzione del sultano del Brunei che chiede a Pininfarina di farne cinque esemplari esclusivi per i membri della sua famiglia.
 Peugeot 406 Coupé Pininfarina (1996) 

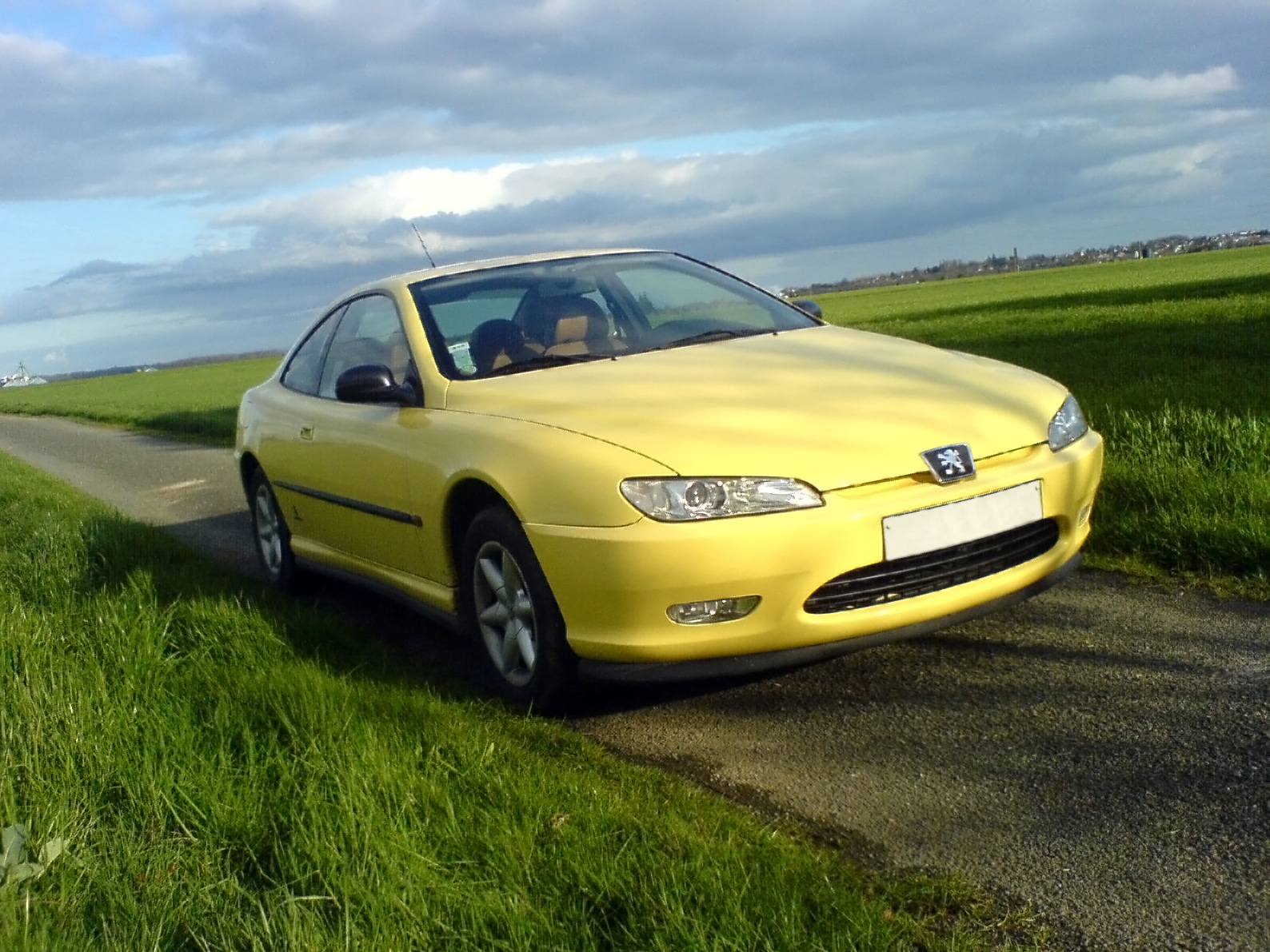
Peugeot 406 Coupé Pininfarina

La linea di quest'auto predilige purezza di linee e armonia d'insieme. I primi disegni di questa vettura, che già anticipano le linee definitive, risalgono al 1992 quando Davide ha solo 22 anni. La Peugeot, che collabora con Pininfarina dal 1955, crede tanto in questa vettura che per la prima volta affida al carrozziere torinese tutto il processo produttivo. Vincitrice di molti premi, fra cui il Car Award Design 1997, è stata prodotta fino al 2004 in 107.633 esemplari.
 BMW Serie 5 E60 (2003) 

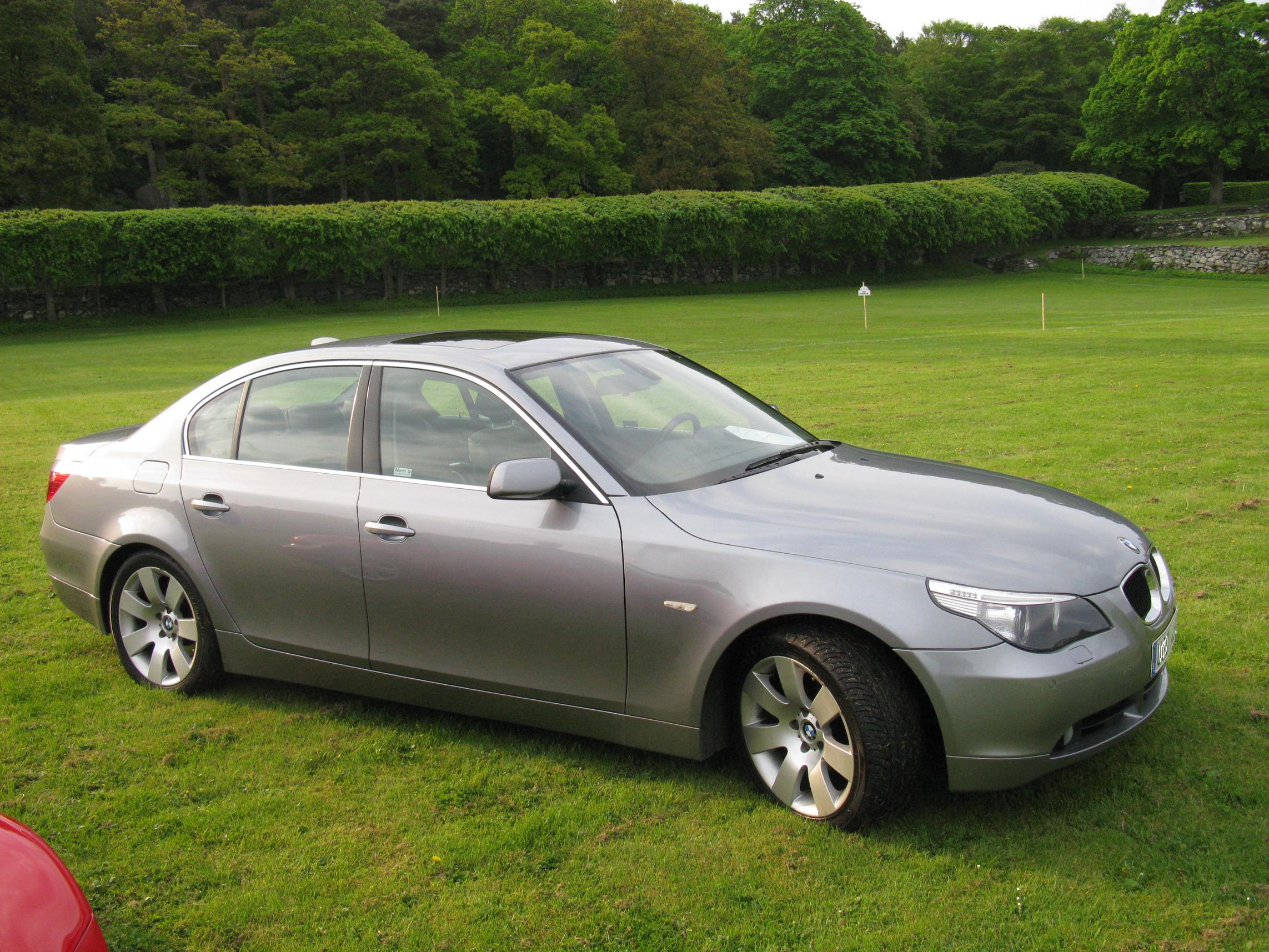
BMW 530i E60

L'auto rappresenta la quinta generazione della BMW Serie 5. La linea rappresenta una forte rottura con la generazione precedente raccogliendo numerose critiche e numerosi apprezzamenti.. Venne prodotta in 1.369.817 esemplari.
 Moto 
 Morbidelli 850 (1997) 

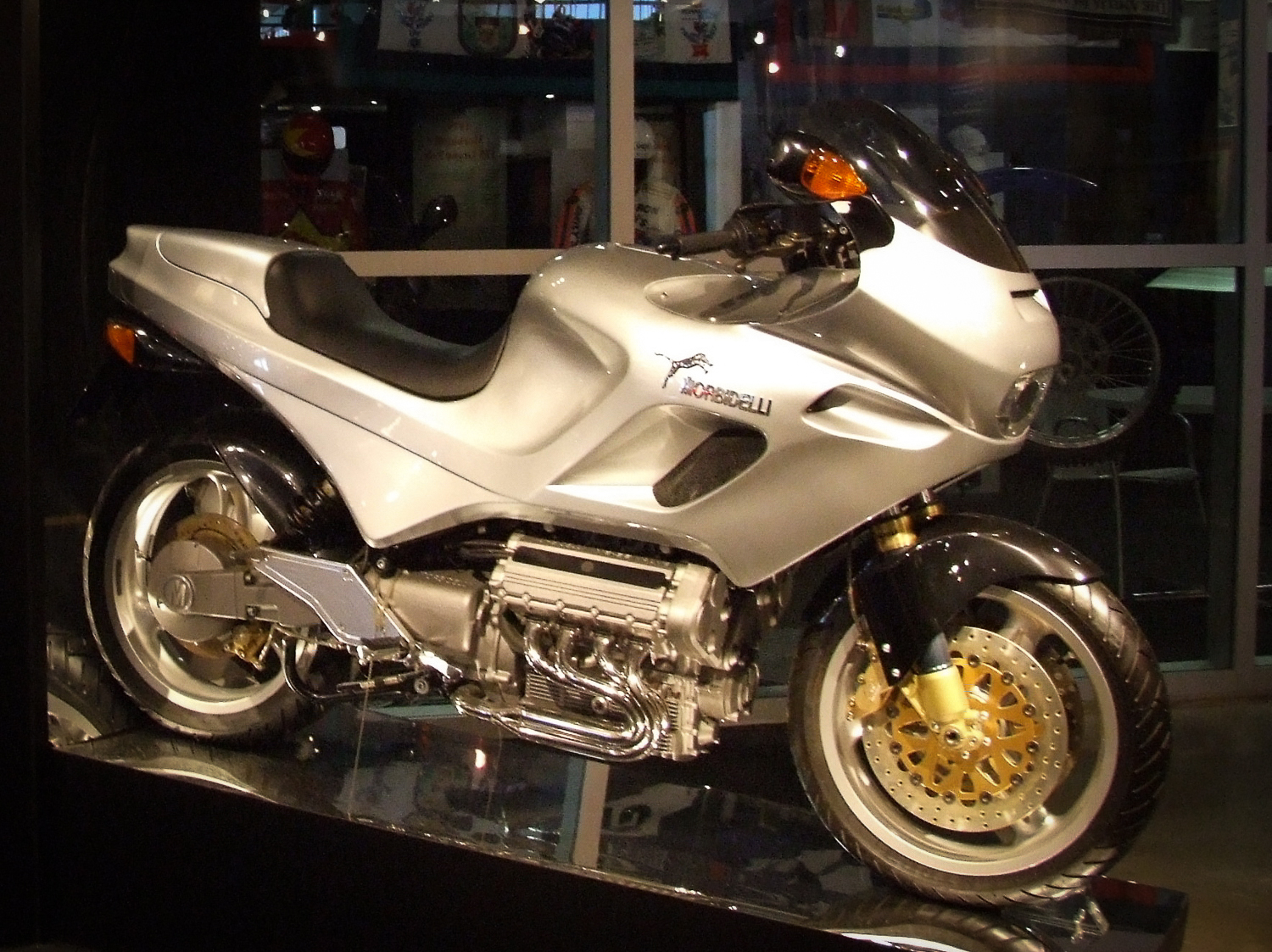
Morbidelli 850 8 cilindri

Durante la sua permanenza in Pininfarina, Davide Arcangeli si è cimentato anche nel settore delle due ruote. L'occasione si presenta quando Giancarlo Morbidelli chiede la collaborazione di Pininfarina per definire lo stile della V8, una motocicletta da 848 cm³ dotata di un V8. La moto non è mai entrata in produzione per una questione di costi ed i pochi esemplari costruiti sono attualmente custoditi in musei.